# قره‌باغ‌لی، خاچماز
قره‌باغ‌لی (به لاتین: Qarabağlı) یک منطقه مسکونی در جمهوری آذربایجان است که در شهرستان خاچماز واقع شده است. قره‌باغ‌لی ۴۰۹ نفر جمعیت دارد.